# 蒲生八幡神社 (姶良市)
蒲生八幡神社（かもうはちまんじんじゃ）は鹿児島県姶良市蒲生町上久徳にある神社。旧名は「正八幡若宮八幡宮」。

## 祭神
応神天皇、仲哀天皇、神功皇后の八幡三神を祀る。

## 摂社・末社
- 四所宮（仁徳天皇・宇治皇子・ウレ姫・クレ姫）
- 武内神社（武内宿禰）
- 天社（天神七代）
- 國社（地神五代）
- 早風社（大人隼人）
- 十八種神社

## 歴史
藤原氏北家教通流の分出とされる蒲生（かもう）氏の初代当主舜清（ちかきよ）が保安4年（1123年）に大隅国へ下向、生母が宇佐八幡宮の宮司家出身であった縁で同宮から勧請して創祀したという。戦国時代、島津氏との激しい戦いの末に蒲生氏は敗れて島津氏の軍門に下り、弘治3年（1557年）他地に退去させられた。その後島津義弘により社殿が再建される。また元和4年（1618年）12月には義弘から鳥居と額が奉建されたともされる。
昭和60年（1985年）、台風13号の被害により社殿は大破し、現在の社殿はその後再建したものである。また、台風被害の翌年から「蒲生八幡神社」と改名した。2008年頃から社務所を鳥居の近くより社殿左に移転している。

## 文化財

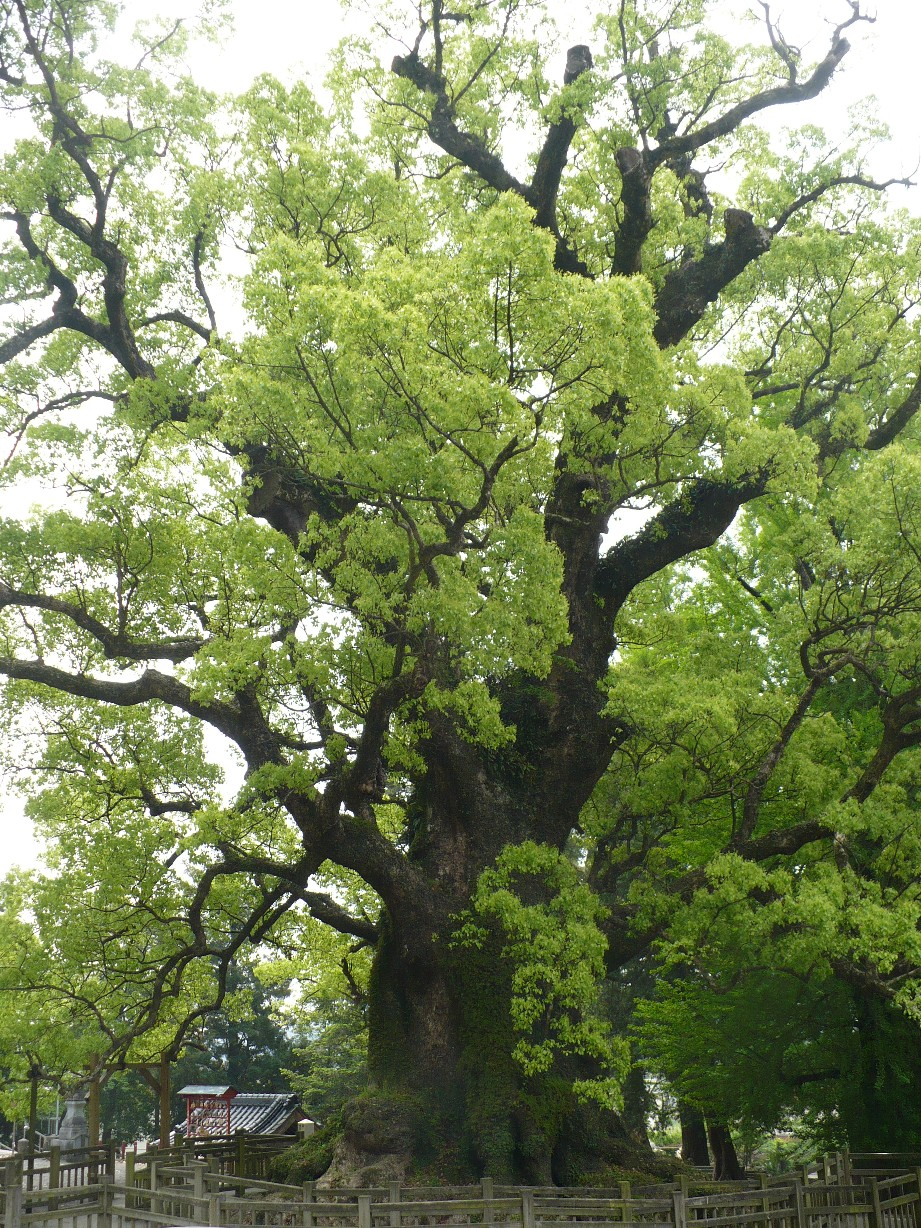
蒲生の大クス

### 重要文化財（国指定）
- 銅鏡 秋草双雀文様 1面 - 直径20センチ強の鎌倉時代の銅鏡。鏡背に秋草と2羽の雀を鋳出し、当時の進んだ工芸技術を示す[1]。大正7年（1918年）4月8日に当時の古社寺保存法に基づき国宝（旧国宝、1950年の文化財保護法施行後は国の重要文化財）に指定。なおこの他にも116面の銅鏡が所蔵され、当神社は鹿児島県下で最も多くの銅鏡を所蔵する神社となっている。

### 特別天然記念物
- 蒲生のクス - 推定樹齢1,600年（平成22年現在）の楠の大木で。1952年（昭和27年）、国の特別天然記念物に指定された。1988年（昭和63年）度の環境庁による巨樹・巨木林調査で日本一の巨樹であると認定された。宇佐八幡宮神託事件で大隅へ配流された和気清麻呂が当地を訪れ、手にしていた杖を地に刺したものが根付いたものと伝えられ、神社創祀時には既に神木として祀られていたという[2]。

## その他
- 額の裏には社殿再建に関わった人物の名前が記載されていた。
- 社殿のすぐ近くには蒲生小学校が建っているが、かつて寺院があったとされ、昭和初期に墓地移転の際に地中から巨大な仏像が発掘された。